# Leishmania infantum
Leishmania infantum és una espècie de protozou tripanosomàtid paràsit, zoonòtic i cosmopolita amb un complex metabolisme energètic, que produeix leishmaniosi cutània i visceral. És l'única espècie de leishmània endèmica a Espanya, responsable de la leishmaniosi canina, felina i humana. La incidència de la leishmaniosi visceral en nens espanyols menors de 15 anys és de 1,6 casos per 100.000 habitants/any. A la ciutat de Barcelona, la màxima incidència de leishmaniosis cutànies i viscerals durant el període 1996-2019 va ser de 1,08 casos per 100.000 habitants. Es tracta d'una malaltia transmesa a humans per dípters flebòtoms femella dels gèneres Phlebotomus i Lutzomyia o a través de transfusions de sang provinents de donants infectats. El reservori natural del paràsit sol ser el gos domèstic. En la península Ibèrica els principals vectors de Leishmania infantum són els psicòdids de les espècies Phlebotomus perniciosus i Phlebotomus ariasi. Phlebotomus neglectus és el vector d'aquest paràsit predominant a la conca oriental de la mar Mediterrània i a diversos països dels Balcans, com ara Albània. Encara que la prevalença de la infecció per Leishmania infantum en gossos és molt alta, la malaltia que produeix és relativament rara en l'home, malgrat que una gran part de la població està exposada als vectors que la transmeten. També infecta conills, llebres, guineus grises, raboses, porcs senglars, llops, eriçons comuns, esquirols, toixons, rates, fures, mangostes, ratpenats, cavalls, orangutans i prociònids sud-americans.

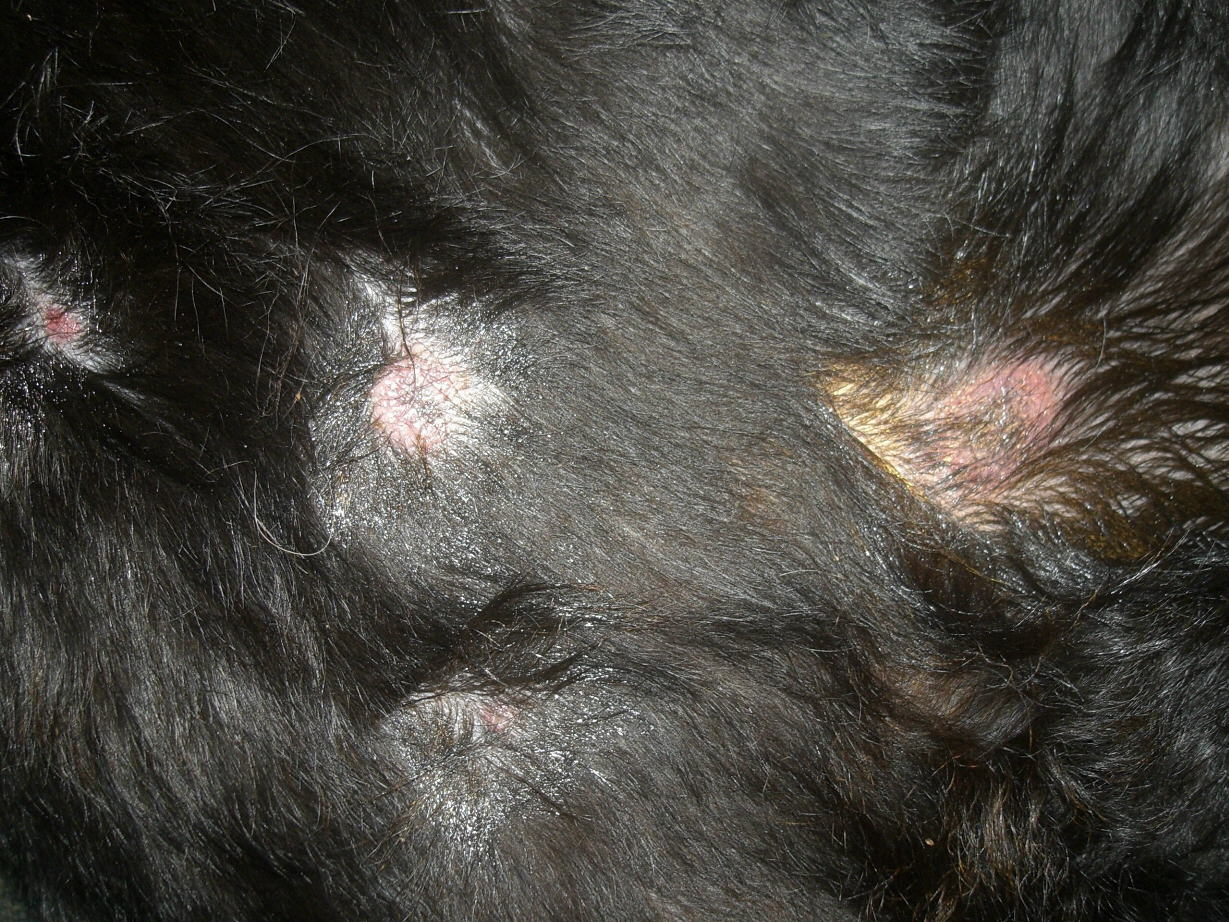
Gos infectat per Leishmania infantum

Abans de l'aparició del virus de la immunodeficiència humana la infecció per aquest protozou es produïa generalment en nens (d'aquí el seu nom) i va ser descrita per primera vegada pel bacteriòleg francès Charles Jules Henri Nicolle, l'any 1908. Actualment, els casos humans s'han elevat paral·lelament al nombre de persones immunodeprimides per la SIDA o altres causes, sent per tant el major grup de risc. Possiblement, en molts d'aquests casos la persona és portadora asimptomàtica del paràsit o té una infecció subclínica, i no pateix la malaltia fins que el seu sistema immunitari no és activat per una altra infecció. La coinfecció per Leishmania infantum i Schistosoma mansoni en individus immunocompetents és molt infreqüent. En casos d'infecció cutània localitzada per Leishmania infantum és característica l'aparició d'una petita zona eritematosa-papular en el lloc de la picada de l'insecte portador del protozou, anomenada botó d'Orient o de Bagdad.